# FQDN
FQDN (em inglês, Fully Qualified Domain Name, ou em Português, Nome de Domínio Completamente Qualificado), algumas vezes denominado nome de domínio absoluto, é um nome de domínio que especifica sua localização exata na árvore hierárquica do Domain Name System (DNS). Ele especifica todos os níveis de domínio, incluindo, pelo menos, um domínio de segundo nível e um domínio de nível superior. Um FQDN é distinguido pela sua falta de ambiguidade: ele pode ser interpretado apenas de uma maneira.
O domínio raiz DNS não é nomeado, o que é expresso por possuir um rótulo vazio na hierarquia DNS, resultando em um nome de domínio completamente qualificado terminando com o domínio de nível superior. Entretanto, em alguns casos, o caractere de ponto final é necessário no final do nome de domínio completamente qualificado.
Em contraste com um nome de domínio que é completamente especificado, um nome de domínio que não inclui o caminho completo dos rótulos acima da raiz DNS é frequentemente chamado de um nome de domínio parcialmente qualificado.

## Exemplos
- Nome do Computador: "foo"
- Nome do domínio: "bar.com"

O FQDN será: "foo.bar.com."
Outros exemplos de FQDN: 
- "espec.ppgia.pucpr.br.", "www.uol.com.br.", "www.mit.edu.", "edas.info.".